# ینبع
ینبع (به عربی: ينبع) شهری است ساحلی در کشور پادشاهی عربستان سعودی واقع در شبه جزیره عربستان. «شهر یَنبُع» از شهرهای ساحلی کرانهٔ دریای سرخ است، و یکی از بنادر مهم عربستان سعودی در ساحل دریای سرخ است بعد از بندرگاه جده. دارای یک باند فرودگاه است که از هواپیماهای داخلی استقبال می‌کند. این شهر به صید ماهی و تجارت مشهور است. همچنین شهر یَنبَع به تجارت: حنا، کائوچو، خرما و میوه شهرتی فراوان دارد. شهر ینبع از شهرهای قدیمی نوار ساحلی دریای سرخ است، وذکر نام «یَنبَع» در أشعار شاعران قدیم و حدیث آمده‌است. یَنبَع مسکن أنصار و جهینه بوده‌است، در ضلع جنوبی شهر آثار قلعه بزرگی به چشم می‌خورد.

## جمعیت
جمعیت شهر ینبع بر پایهٔ سرشماری عمومی نفوس و مسکن در سال ۲۰۰۴ میلادی، برابر با ۲۵۰ هزار نفر بوده‌است، که ۸۰٪ آن‌ها از تابعیت عربستان سعودی هستند. و شامل سه منطقهٔ أصلی است: «ینبع النخل»، «ینبع البحر»، «ینبع الصناعیة».
«شهر ینبع» در فاصلهٔ ۲۵۰ کیلومتری جنوب شهر مدینه، و در ۳۵۰ کیلومتری شهر جده، و در ۲۵۰ کیلومتری جنوب شهر وجه واقع شده‌است.